# Kani (Thaa-atol)
Kani is een van de onbewoonde eilanden van het Thaa-atol behorende tot de Maldiven.